# Франко, Кармен
Мари́я дель Ка́рмен Фра́нко-и-По́ло, 1-я герцогиня де Франко, грандесса Испании, вдовствующая маркиза де Вильяве́рде (исп. María del Carmen Franco Polo; 14 февраля 1926, Овьедо — 29 декабря 2017, Мадрид) — испанская аристократка, единственная дочь диктатора Испании, генерала Франсиско Франко и его жены Кармен Поло-и-Мартинес Вальдес.

## Биография
Кармен Франко родилась в городе Овьедо, административном центре автономного сообщества Астурия. При крещении она получила имя Мария дель Кармен Рамона Фелипа Мария де ла Крус. В детстве и юности Кармен была известна под различными прозвищами, такими как Ненука, Кармелилья, Карменсита, Котота и Морита.
После смерти её отца, каудильо Франсиско Франко, в 1975 году новый король Испании Хуан Карлос I присвоил Кармен Франко титул герцогини Франко со званием грандессы.
12 июля 1979 года Кармен вместе со своей матерью и некоторыми членами семьи была спасена из пожара в отеле «Корона Арагона» в Сарагосе.
Кармен Франко проживала в Мадриде и являлась президентом Национального фонда Франсиско Франко. В ноябре 2008 года она представила книгу «Франко, мой отец», своего рода биографию диктатора, написанную историками Хесусом Паласиосом и Стэнли Джоржем Пейном.
Дама Ордена Святого Гроба Господнего Иерусалимского и Большого креста гражданского ордена Добродетели (1962) и Большого креста Ордена Чула Чом Клао. 19 октября 2013 года Кармен Франко стала дамой дворянского корпуса княжества Астурия.
Скончалась 29 декабря 2017 года в своём доме в Мадриде от рака: о смерти прессе сообщил её внук Луис Альфонсо.

## В кинематографе
- 2019 Пока идет война / Mientras dure la guerra. В роли Альба Фернандес.

## Семья и дети
10 апреля 1950 года во дворце Эль-Пардо Кармен Франко вышла замуж за Кристобаля Мартинеса-Бордью, 10-го маркиза де Вильяверде (1 августа 1922 — 4 февраля 1998). У супругов было семь детей (четыре дочери и трое сыновей). Все дети родились во дворце Эль-Пардо.
- Мария дель Кармен Мартинес-Бордью и Франко, Кармен (род. 26 февраля 1951), в 1972—1982 годах была замужем за принцем Альфонсо де Бурбоном, герцогом Анжуйским и Кадисским (1936—1989), внуком короля Испании Альфонсо XIII. Супруги имели двух сыновей. В 1984—1994 годах Мария дель Кармен вторично была замужем за французом Жаном Мари Росси (род. 1930), от брака с которым у неё родилась дочь. В 2006—2013 годах её третьим мужем был испанец Хосе Кампос Гарсия (род. 1964).
  - Франсиско де Асис де Бурбон и Мартинес-Бордью, герцог де Бурбон (22 ноября 1972, Мадрид — 7 февраля 1984, Памплона)
  - Луис Альфонсо де Бурбон и Мартинес-Бордью, герцог де Турень (род. 25 апреля 1974, Мадрид). 6 ноября 2004 года он женился на Марии Маргарите Варгас-Ираускин и Сантаэлла (род. 1983), в браке с которой имеет троих детей.
  - Мария Синтия Росси и Мартинес-Бордью (род. 28 апреля 1985).
- Мария де ла O Мартинес-Бордью и Франко, Мариола (род. 19 ноября 1952), Супруг с 14 марта 1974 года — Рафаэль Ардид и Вильослада (род. 1947). Супруги имеют троих детей:
  - Франсиско де Борха Ардид и Мартинес-Бордью (род. 20 декабря 1975, Мадрид), женат с 2005 года на Марии Руис Веге
  - Хайме Рафаэль Ардид и Мартинес-Бордью (род. 28 сентября 1976, Мадрид)
  - Франсиско Хавьер Ардид и Мартинес-Бордью (род. 7 апреля 1987, Мадрид)
- Франсиско де Франко, 11-й маркиз де Вильяверде, Фрэнсис (род. 9 декабря 1954). От первого брака (1981 год) с Марией де Суэльвес и Фегероа (род. 1957) у него было два сына. От второго брака (2001 год) с Мириам Гуйсасола (род. 1967) у Франсиско де Франко родились сын и дочь.
  - Франсиско Франко и Суэльвес (род. 30 ноября 1982)
  - Хуан Хосе Франко и Суэльвес (род. 29 сентября 1985)
  - Альваро Франко и Гуйсасола (род. 15 августа 1994)
  - Мириам Франко и Гуйсасола (род. 5 февраля 1996)
- Мария дель Мар Мартинес-Бордью и Франко, Мэрри (род. 6 июля 1956). Её первым мужем с 1977 года был Хоакин Хосе Хименес-Арнау и Пуэнте (род. 1943), от брака с которым у неё была одна дочь. Супруги развелись в 1982 году. В 1986—1991 годах Мария дель Мар была вторично замужем за Грегором Тамлером, второй брак был бездетным.
  - Летисия Хименес-Арнау и Мартинес-Бордью (род. 25 января 1979), с 2008 года замужем за Маркосом Сагрера и Паломо
- Хосе Кристобаль Мартинес-Бордью и Франко, Кристобаль (род. 10 февраля 1958), в 1984 году он женился на модели Хосефине Виктории Толедо и Лопес (род. 1963), от брака с которой у него родились два сына:
  - Даниэль Мартинес-Бордью и Толедо (род. 11 июня 1990, Мадрид)
  - Диего Мартинес-Бордью и Толедо (род. 4 мая 1998, Мадрид)
- Мария де Арансасу Мартинес-Бордью и Франко, Аранча (род. 16 сентября 1962). С 1996 года замужем за Клаудио Кирога и Ферро. Брак бездетен.
- Хайме Фелипе Мартинес-Бордью и Франко, Хайме (род. 8 июля 1964), женат с 1995 года на Нурии Марк и Альмела, от брака с которой у него родился один сын:
  - Хайме Мартинес-Бордью и Марк (род. 13 ноября 1999).

## Титул
Официальный титул Кармен Франко — Её превосходительство донья Кармен дель Франко Рамона Фелипа Мария де ла Крус Франко и Поло, герцогиня де Франко, грандесса Испании и вдовствующая маркиза де Вильяверде.